# San Vittorino (L'Aquila)
San Vittorino è una frazione dell'Aquila, situata sull'omonimo colle, a circa 8 km di distanza dal centro storico del capoluogo.
Di origine antichissima ― legate alle vicende della città sabina di Amiternum, storica capitale dell'alto Aterno, conosciuta nell'alto Medioevo con il nome di Amiterno ―, si sviluppò poi nel XII secolo intorno alla chiesa di San Michele Arcangelo, che custodisce il corpo di Vittorino di Amiterno. Nel XIII secolo è stato uno dei castelli che hanno partecipato alla fondazione dell'Aquila.
Il suo territorio è noto per la presenza di un importante sito archeologico, comprendente le catacombe di San Vittorino, l'anfiteatro e il teatro romano.

## Geografia fisica

### Territorio
San Vittorino è situato all'estremità nord-occidentale della conca aquilana, nella valle dell'Aterno, in corrispondenza dell'ingresso nell'alto Aterno e al confine con il territorio di Pizzoli. L'abitato si sviluppa sull'omonimo colle, a circa 713 metri s.l.m. in posizione dominante sulla piana sottostante, solcata dal corso del fiume Aterno e sua volta stretta tra i prodromi del Gran Sasso d'Italia e del gruppo montuoso di Monte Calvo.
Situato in posizione baricentrica tra le frazioni aquilane di Arischia, Preturo e Cansatessa, dista circa 8 km di distanza dal capoluogo comunale.

## Storia
Le origini di San Vittorino sono connesse a quelle della città sabina di Amiternum, il cui nucleo originario sorse intorno al X secolo a.C. proprio sul colle di San Vittorino, in corrispondenza dell'attuale abitato. Lo stesso nome della città indica la posizione nei pressi (amnis) dell'Aterno (Aternum). Nei secoli successivi, la città divenne un importante centro di scambi commerciali tra il Tirreno e l'Adriatico, giovando della posizione strategica sulla via Caecilia.

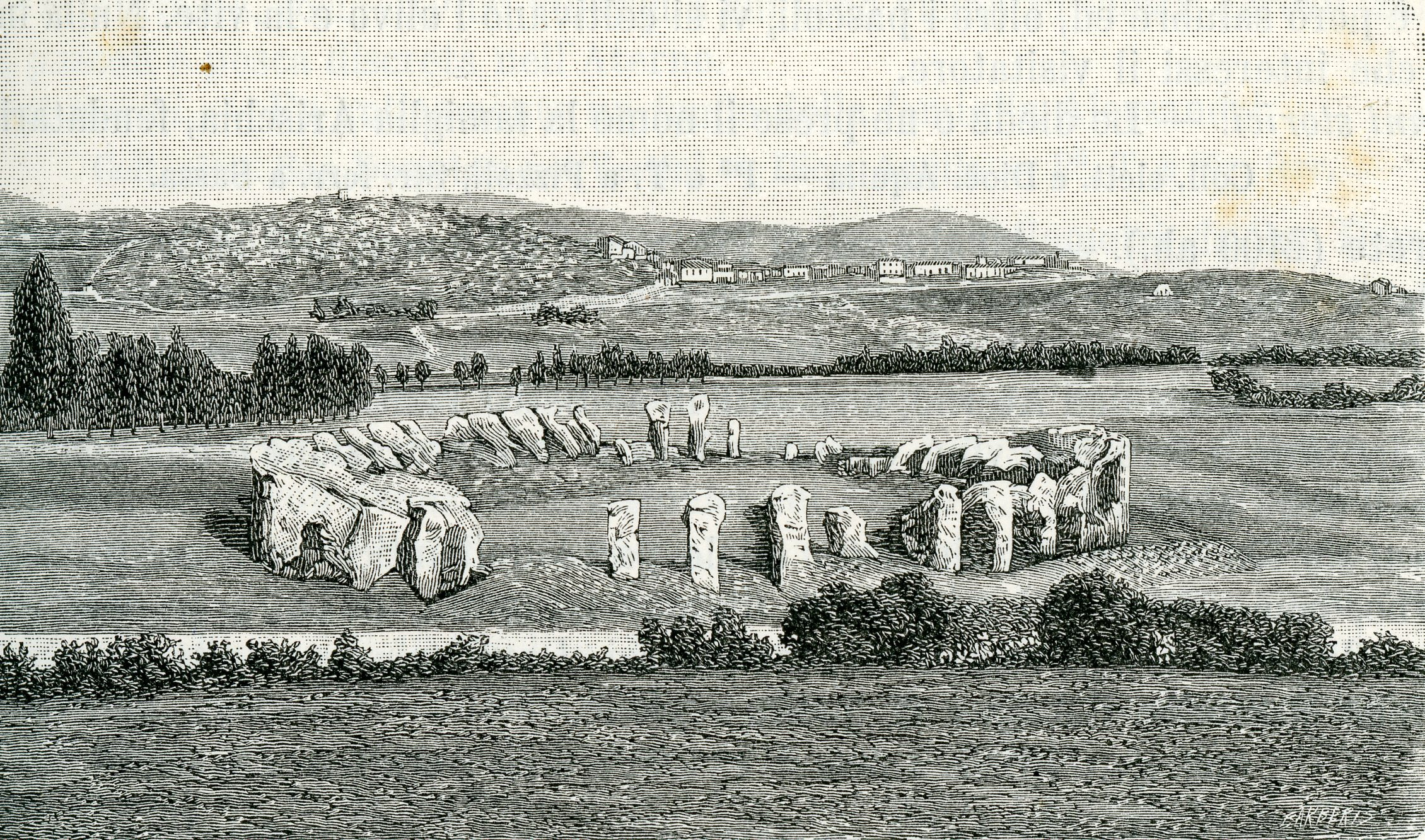
L'anfiteatro romano di Amiternum in una xilografia.

Conquistata dai romani nel 293 a.C., la città consolidò il suo indiscusso primato nell'alto Aterno divenendo prefettura e, in seguito, municipium. In età imperiale si sviluppò più a valle, dove ancora oggi si conservano importanti testimonianze archeologiche, come ad esempio l'anfiteatro e il teatro romano.
Nell'alto Medioevo la città divenne sede vescovile, la più antica d'Abruzzo, ma cominciò progressivamente la sua decadenza; in questo periodo, la popolazione tornò a trasferirsi sulle colline circostanti, su una delle quali si sviluppò l'abitato di San Vittorino che prese il nome dall'omonimo santo, martire sotto Nerva e sepolto nel luogo dell'attuale chiesa di San Michele Arcangelo nel V secolo.
La ripresa sociale ed economica dell'area avvenne in età normanna. Nel XII secolo San Vittorino divenne feudo di Gentile Vetulis, possessore anche dei vicini castelli di Arischia e Porcinaro.
Nel XIII secolo partecipò, con altre località del contado, alla fondazione dell'Aquila che sancì la confluenza della diocesi di Amiterno nella nascente Ecclesia Aquilensis. San Vittorino ricevette un importante locale nel quarto di San Pietro, adiacente al Duomo dell'Aquila, dove edificò l'attuale basilica di San Giuseppe Artigiano, originariamente dedicata a San Vittorino. Il castello mantenne il suo prestigio anche nei primi secoli di vita della nuova città e, fino al XIV secolo, esercitò autonomia vescovile e diritti episcopali sulle località di Chiarino, Pizzoli, Porcinaro e Rocca delle Vene.
Si ritiene, inoltre, che da San Vittorino discenda la famiglia aquilana dei Camponeschi, protagonista della storia aquilana nel Medioevo.
Persa progressivamente importanza, nel XVIII secolo il centro fu ricompreso nel distretto di Aquila per poi essere aggregato al comune di Pizzoli dopo l'unità d'Italia. Nel 1927, con la creazione della cosiddetta Grande Aquila, fu riunificato all'Aquila.

### Simboli

Stemma di San Vittorino

La descrizione araldica dello stemma è la seguente:

## Monumenti e luoghi d'interesse

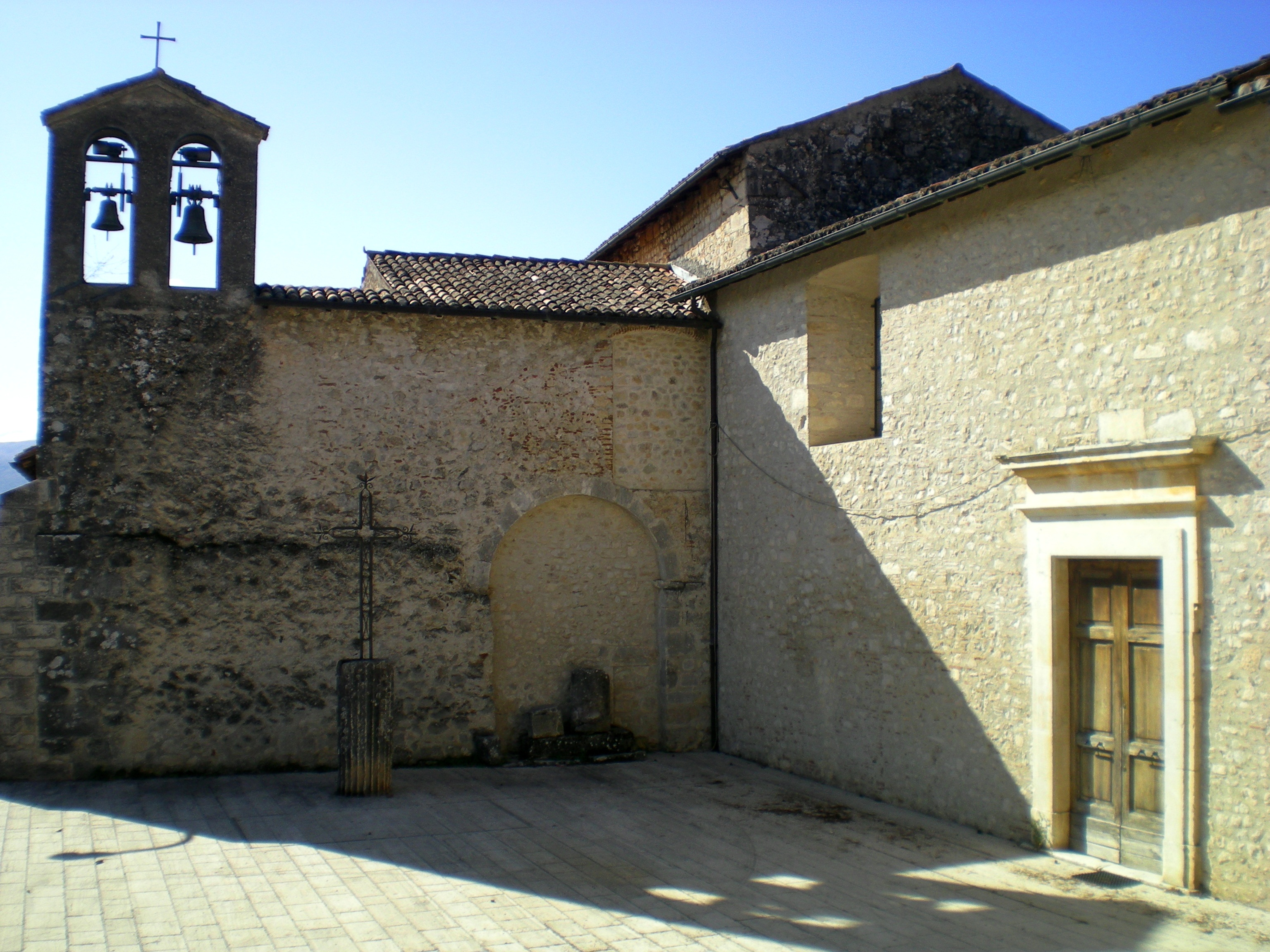
La porzione romanica della chiesa di San Michele Arcangelo.

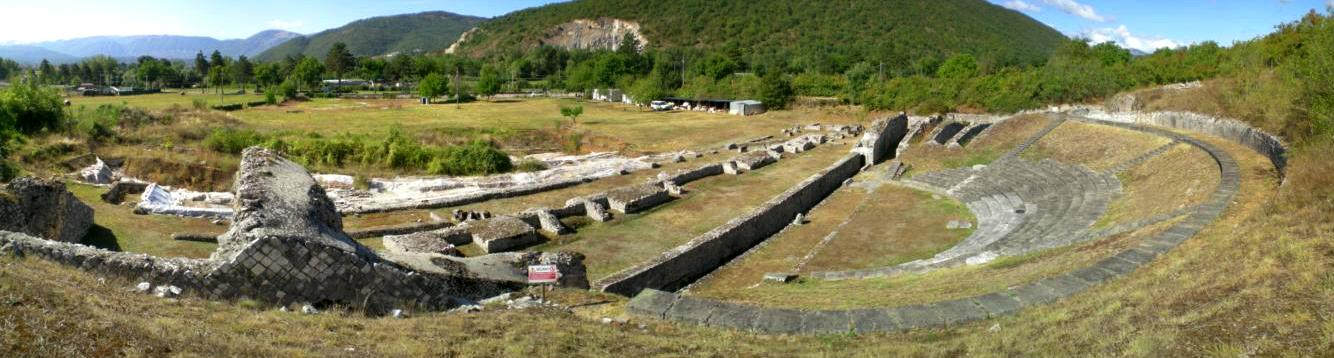
Il teatro romano, a ridosso del paese di San Vittorino.

### Architetture religiose
Chiesa di San Michele ArcangeloAnnoverata come la principale architettura religiosa dell'area amiternina, fu consacrata con l'attuale titolo nel XII secolo sui resti di una basilica paleocristiana, datata al V secolo e dedicata a Vittorino di Amiterno; la parte basamentale ospita le catacombe di San Vittorino, dichiarate monumento nazionale nel 1902, al cui interno è il presunto sepolcro del santo.

### Architetture militari
Torre di San VittorinoTorrione medievale, databile al XII secolo, realizzato mediante il reimpiego di materiale lapideo proveniente dal sito dell'abbandonata Amiternum. Il monumento aveva funzione di controllo e difesa del territorio; successivamente fu adibita a torre campanaria. La torre faceva parte del Castello di San Vittorino.

### Siti archeologici
AmiternumNella piana sottostante l'abitato di San Vittorino è presente una vasta area archeologica comprendente, oltre all'anfiteatro e al teatro di età augustea, una villa di tarda età imperiale, con mosaici e affreschi, resti di terme e di un acquedotto risalenti anch'essi all'età di Augusto.